# Blatce
Blatce (německy Gross Blatzen) jsou obec v jižní části okresu Česká Lípa, v lesích a na území chráněné krajinné oblasti Kokořínsko – Máchův kraj. Včetně částí Beškov, Blatečky, Houska, Konrádov a Tubož v obci žije 116 obyvatel.

## Historie
První písemná zmínka o vesnici pochází z roku 1414, kdy byla součást panství Houska, a pak znovu v roce 1432. Tehdy ji Hynek Berka prodal Janovi ze Smiřic. V 18. století byla v obci postavena kaple Nejsvětejší trojice a jsou záznamy o její opravě provedené roku 1821. V roce 1849 získala obec samosprávu. Od té doby pod ní patřily vsi Beškov a Roveň. Zdejší děti chodily do školy v Bořejově, od roku 1899 do nové budovy v Dolní Housce. Tato budova dnes slouží jako obecní úřad.

## Obyvatelstvo
Při sčítání lidu v roce 1921 ve vsi žilo 166 obyvatel (z toho 81 mužů), z nichž bylo sedm Čechoslováků a 159 Němců. Kromě jednoho člena nezjišťovaných církví byli římskými katolíky. Podle sčítání lidu z roku 1930 měla vesnice 172 obyvatel: deset Čechoslováků a 162 Němců. Všichni se hlásili k římskokatolické církvi.

## Správní území
Katastrální území Blatce zahrnuje ves Blatce, vesnici Beškov a nedalekou osadu Roveň. Protože však administrativně patří pod obec dalších šest vesnic včetně osad kolem nich a i obecní úřad Blatce je mimo ves v lokalitě Pod Houskou, má obec Blatce na starost i dva sousedící katastry – Tubož (kam patří i Konrádov a Blatečky) a Houska (zahrnuje Dolní Housku, Horní Housku, hrad Housku, osadu Kbelsko, vrch Druclík a severní část Černého dolu).

## Pamětihodnosti
Na území obce se nachází přírodní rezervace Mokřady horní Liběchovky, která je součástí mokřadů uvedených v mezinárodní Ramsarské úmluvě, dále přírodní památka Černý důl, přírodní památka Prameny Pšovky a přírodní rezervace Kokořínský důl.
Ve vsi je řada roubených stavení, z nichž některé (čp. 12 a 19) jsou zařazeny do seznamu kulturních památek.

## Turistika
Přes vesnici vede cyklotrasa 015 severojižním směrem. Nejbližší trasa pěších turistů je zelená, je vedena jeden kilometr východně za Smrkovým hřebenem od Dubé na hrad Housku.